# St. Alban (Buch)

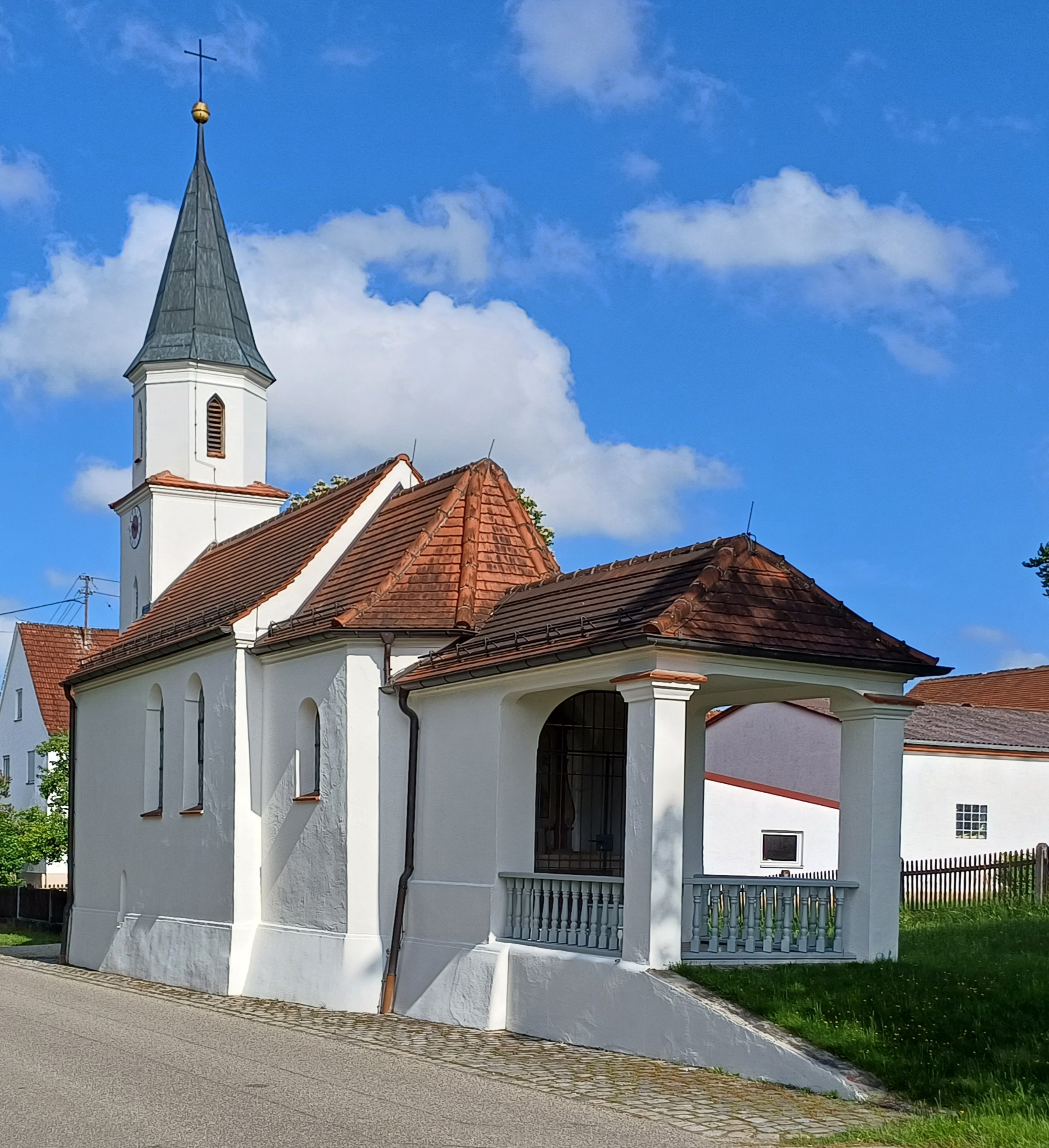
St. Alban in Buch

Die römisch-katholische Kapelle St. Alban steht in Buch, einem Gemeindeteil von Kutzenhausen im schwäbischen Landkreis Augsburg von Bayern. Das Bauwerk ist in der Liste der Baudenkmäler in Kutzenhausen als Baudenkmal unter der Nr. D-7-72-167-8 eingetragen. Die Kapelle gehört zum Dekanat Augsburg-Land.

## Beschreibung
Die Kapelle wurde um 1680/90 erbaut. Sie ist eine Saalkirche, die aus einem Langhaus, einem eingezogenen, dreiseitig geschlossenen, im Kern spätgotischen Chor und einem neugotischen Kirchturm im Westen besteht. 1795 wurde an den Chor nach Osten eine Vorhalle mit zwei Pfeilern angebaut. Der Innenraum des Langhauses ist mit einem Tonnengewölbe überspannt, der des Chors mit einem Kreuzgratgewölbe. Auf einem Fresko ist der enthauptete heilige Alban mit den Attributen Schwert und Haupt dargestellt.